# 75 мм Skoda M.28

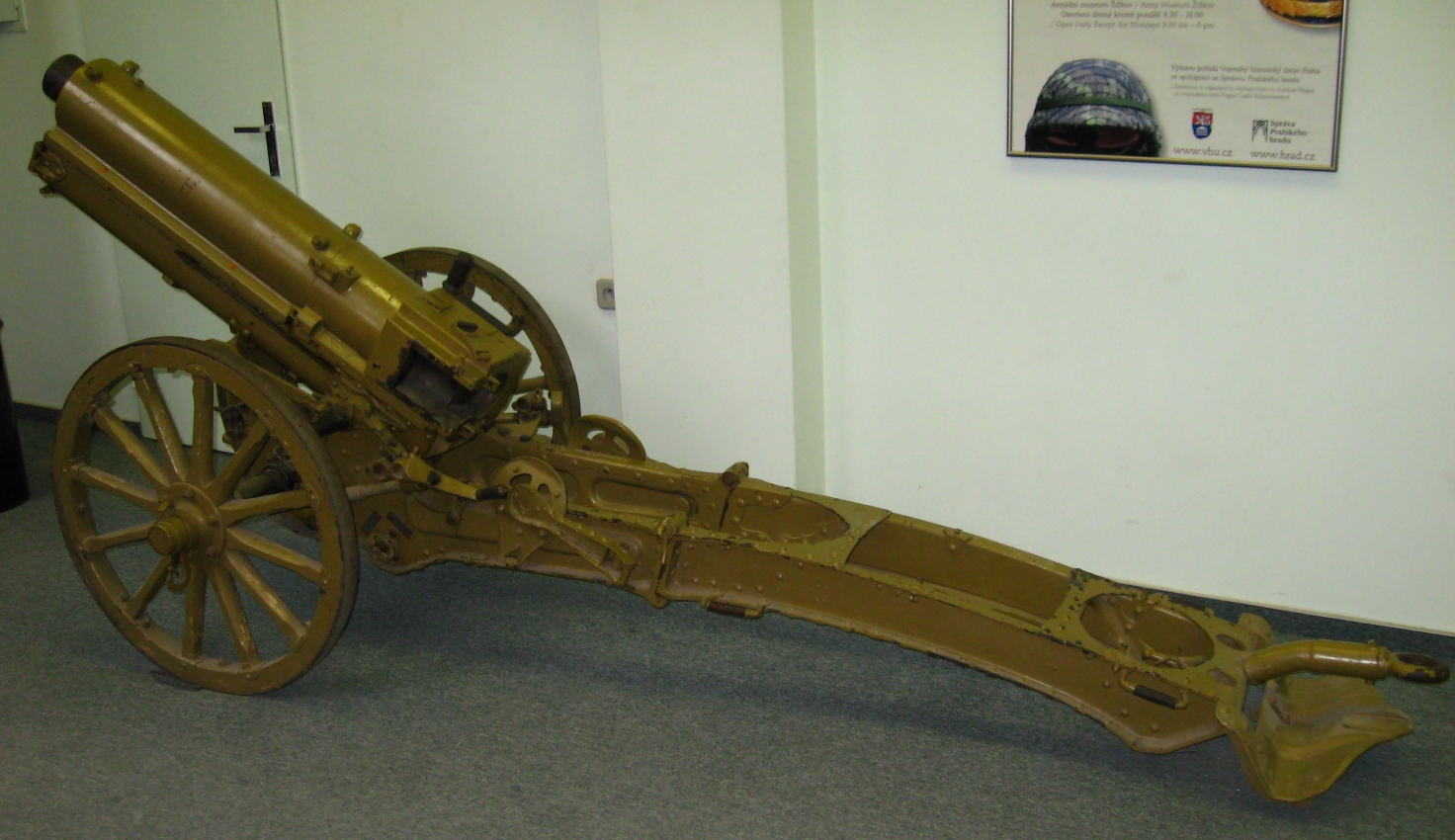
Облегчённая версия пушки без щита в Пражском военном музее

Шкода М.28 (Шкода 75 мм модель 1928, серб. 75 мм брдски топ М 28) — горная пушка концерна Шкода, изготовленная на заводе в Пльзене специально для экспорта в Югославию. Заводское обозначение — Skoda CD. Была создана путём модернизации Шкода 75 мм модель 15. Будучи бикалиберной артиллерийской системой, пушка могла кроме стандартного ствола калибром в 75 мм использовать также ствол калибром 90 мм. Захваченные вермахтом орудия получали название 7.5 cm GebK 28 (in Einheitslafette mit 9 cm GebH) или 7.5 cm GebK 285(j) (югославские орудия). Имела бронещит, который иногда снимался для облегчения пушки.

## Аналоги пушки
Представлены советскими, немецкими и другими орудиями.
| Характеристика                  | обр. 1938 г.                              | le.IG.18            | Geb.G.36            | Obice da 75/18                 | M1 (на лафете M8)         | Bofors 75 mm Model 1934 | Mle.28  | Skoda M.28   | Skoda M.39   | Тип 94           |
| ------------------------------- | ----------------------------------------- | ------------------- | ------------------- | ------------------------------ | ------------------------- | ----------------------- | ------- | ------------ | ------------ | ---------------- |
| Страна                          | Союз Советских Социалистических Республик | Нацистская Германия | Нацистская Германия | Королевство Италия (1861—1946) | Соединённые Штаты Америки | Швеция                  | Франция | Чехословакия | Чехословакия | Японская империя |
| Калибр, мм/длина ствола, клб    | 76,2/21,4                                 | 75/11,8             | 75/19,3             | 75/18                          | 75/18,4                   | 75/24                   | 75/18,6 | 75/17,9      | 75/21        | 75/20,8          |
| Масса в боевом положении, кг    | 785                                       | 440                 | 715                 | 1050                           | 653                       | 928                     | 659     | 700          | 820          | 544              |
| Максимальный угол ВН, град.     | 70                                        | 75                  | 70                  | 45                             | 45                        | 56                      | 40      | 50           | 70           | 45               |
| Максимальный угол ГН, град.     | 10                                        | 35                  | 40                  | 50                             | 6                         | 7,5                     | 10      | 7            | 7            | 40               |
| Масса ОФС, кг                   | 6,2                                       | 6,0                 | 5,7                 | 6,4                            | 6,6                       | 6,6                     | 6,5     | 6,3          | 6,3          | 6,0              |
| Начальная скорость снаряда, м/с | 500                                       | 216                 | 475                 | 425                            | 381                       | 455                     | 450     | 425          | 480          | 355              |
| Максимальная дальность стрельбы | 10 720                                    | 3500                | 9250                | 9564                           | 8790                      | 9300                    | 9600    | 8700         | 10 200       | 8000             |